# 俚言集覧
『俚言集覧』（りげんしゅうらん）は、江戸時代に編纂されて明治時代に刊行された国語辞書。全26冊。1797年（寛政9年）から1829年（文政12年）の間に成立したとみられる。

## 概要
題目は石川雅望『雅言集覧』に対して俚言（俗語）を採録することからつけられた。『雅言集覧』、『和訓栞』とともに「近世の三大（国語）辞書」として並称されることがある。
かつては原写本の記述から「村田了阿の編纂」とされたが、後に太田全斎の著『諺苑』を増補改編したものであることが明らかになった。なお『諺苑』は、自筆稿本（半紙判横本3冊242葉）が、広島県竹原市竹原の頼春風の故宅・春風館に伝来する。
江戸時代から写本のまま伝来したが、明治に井上頼圀・近藤瓶城が改編・増補して『増補 俚言集覧』全3冊（1899年 - 1900年）として刊行されたことにより一般に流布した。
近世の語彙および方言の資料として重要である。また語源について言及しているものも少なくない。

## 内容
第二音節までをあ・い・う・え・おの5集に分け、それぞれを五十音の横段に配列（例：アカサタナ…、イキシチニ…）するものであったが、『増補』では普通の五十音順に改組された。
俗語を主として、雅語・古語、漢語、仏語、方言、固有名詞（人名・地名）等を収録する。方言の収録は広範囲に及んでおり、題名に反して雅語・古語とみるべきものも含まれる。井上・近藤の『増補』で加えられたのは唐代の小説語、動植物・鉱物の異名、仏語、方言であるが、もとの本の仏語の解説は薄く、井上・近藤の『増補』では語釈が加えられている。また、『増補』が増補した語彙の拠り所になったものとして、『官版 語彙』『言海』『虚字訳文須知』があることから、近世期から明治中期の辞書史上の成果が参照されているという点において、国語学史上の観点からは興味深いものがある。

## 復刻・影印
- 『増補俚言集覧』上巻・中巻・下巻、名著刊行会、1965年11月 - 1966年2月。
- 『増補俚言集覧』上巻・中巻・下巻、名著刊行会、1978年5月。
- 『増補俚言集覧』上巻・中巻・下巻、大空社、1990年6月。ISBN 4-87236-132-6
- 『俚言集覧：自筆稿本版』クレス出版
  - 第1回配本：第1-6巻、1992年9月。ISBN 4906330703
  - 第2回配本：第7-11巻、1993年1月。ISBN 4906330711